# 波多貝羅路

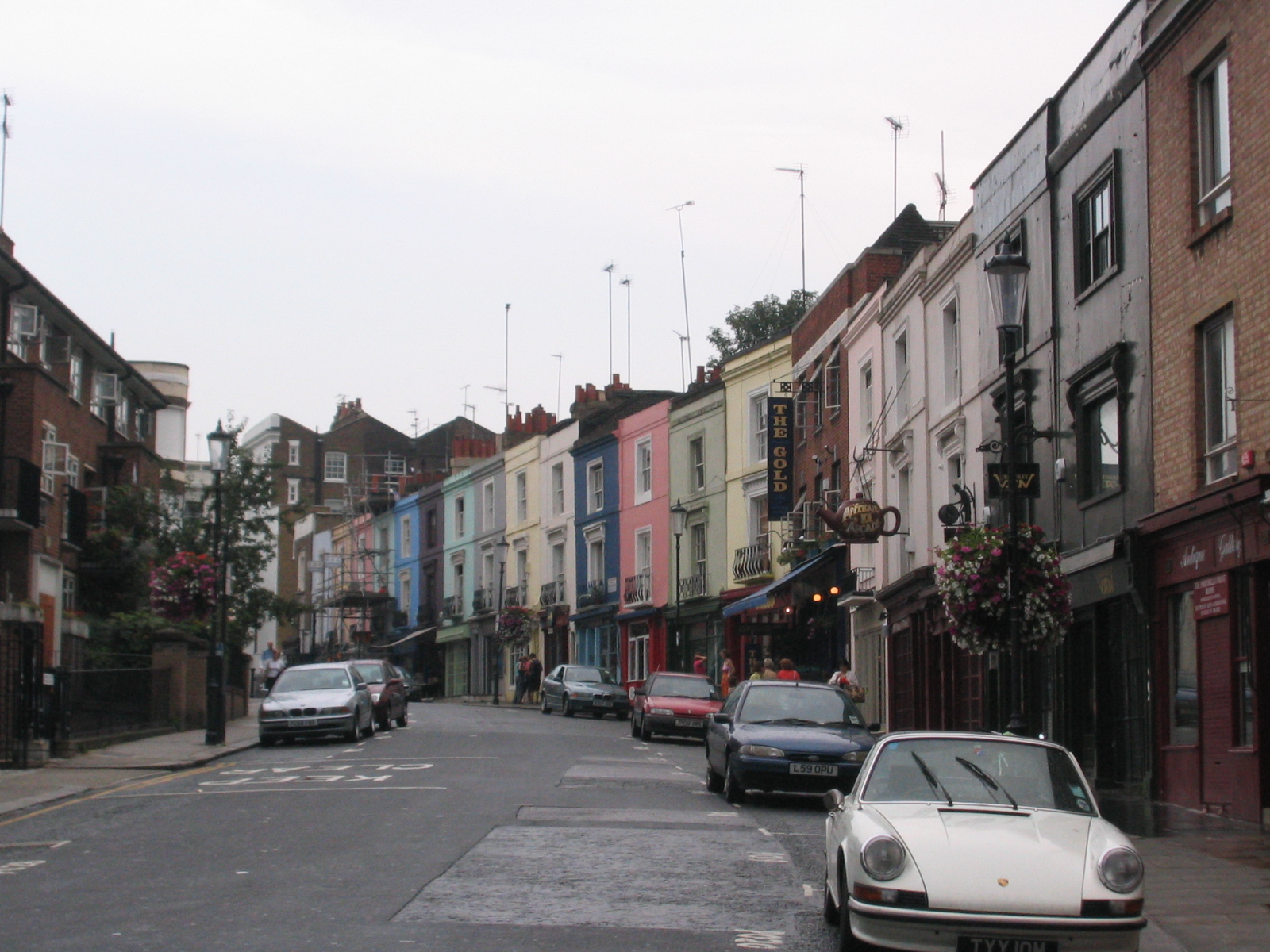
波多貝羅路

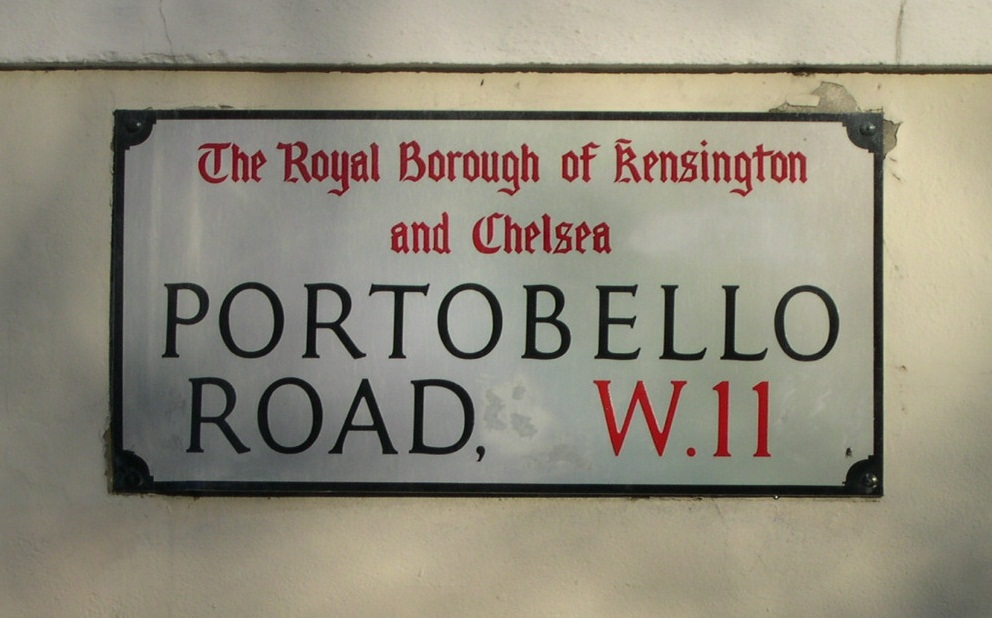
波多貝羅路路標

51°30′51.3″N 0°12′14″W / 51.514250°N 0.20389°W
波多貝羅路（英語：Portobello Road）是位於英國倫敦肯辛頓-切爾西皇家自治市諾丁丘地區的一條道路。這條路每週六都會舉辦露天市場，是倫敦最有名的街頭市場之一，主要銷售中古服裝和古董。自1996年起，這裡在每年八月舉辦波多貝羅電影節。

## 波多貝羅路市集

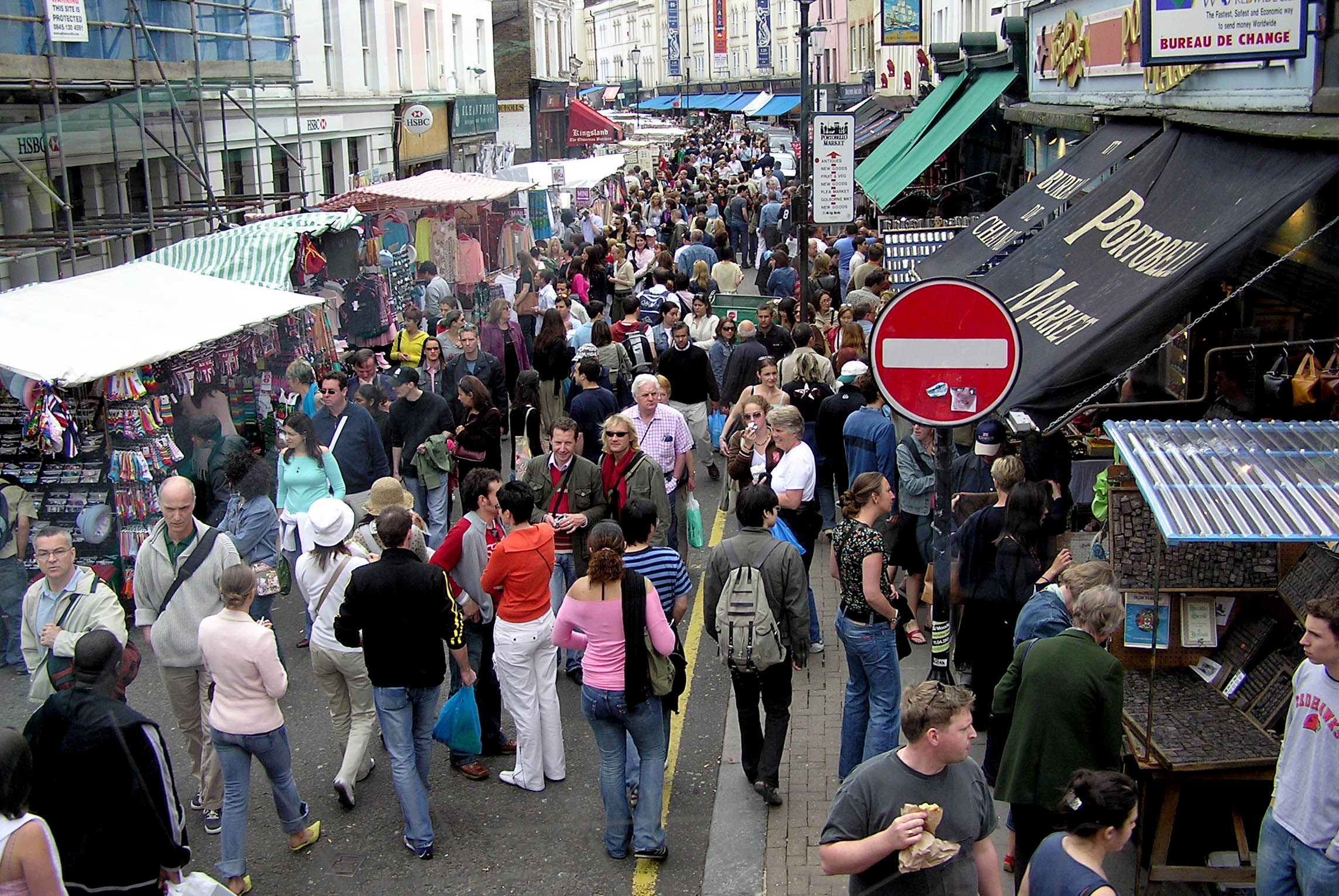
2005年6月，波多貝羅路市集

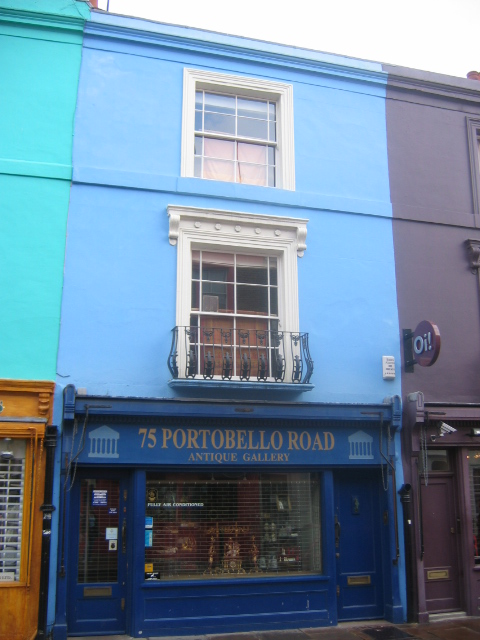
波多貝羅路的一家古董商店

波多貝羅路市集吸引了許多遊客。最主要的古董市集日是在星期六。不過路上也有蔬果攤，一週七天都有販售，位置比古董市集更北邊，靠近西路高架橋那一帶。
19世紀時，波多貝羅路市集以生鮮市集的型態出現；古董商在1940年代後半和1950年代進入市集，現在大多數在星期六早上販售古董。是英國最大的古董市集。
波多貝羅路的市集大概坐落在北北西和南南東之間。北以哥彭路（Golborne Road]）為界，南以西邦爾樹林路（Westbourne Grove）為界。
大約由北開始算的三分之一條路，市集穿越了A40公路和倫敦地鐵漢默史密斯及城市線。在那邊的市集主要販售二手衣物和流行女裝。